# Réhahn
Réhahn, né le 4 mai 1979 à Bayeux en Normandie, est un artiste, auteur et collectionneur français établi à Hội An, au Viêt Nam. Son œuvre mêle photographie, patrimoine et réflexion esthétique, avec une attention particulière portée à la mémoire, à la transmission et aux traditions en voie de disparition, notamment au Viêt Nam, à Cuba, en Malaisie et en Inde.
En 2010, il démarre le projet Precious Heritage dans le but d'accroître la reconnaissance des diverses tribus du Viêt Nam au travers d'éléments de leur artisanat et de portraits en grand format de chaque groupe dans son costume traditionnel. Ce projet explore les histoires ainsi que les changements liés à la mondialisation et au développement, qui modifient leurs terres natales et, par conséquent, leurs traditions.
Le 1er janvier 2017, Réhahn inaugure le Precious Heritage Art Gallery Museum, dans lequel sont conservés les objets d'art et les costumes qui lui ont été offerts par les chefs de nombreuses tribus. Le musée propose aux visiteurs un accès gratuit pour découvrir des portraits, les histoires et les traditions musicales des 54 groupes ethniques reconnus au Viêt Nam,.
Réhahn finit de rencontrer ces groupes en septembre 2020, mais poursuit ses recherches afin de découvrir les nombreux sous-groupes répartis à travers le Viêt Nam.

## Carrière
En 2007, l'artiste se rend au Viêt Nam pour la première fois dans le cadre d'une mission humanitaire avec l'association Les enfants du Viêt Nam. Il y entreprend une exploration du pays et de sa culture, et y réalise plus de 50 000 photographies.
En 2011, après plusieurs voyages, il décide de s'installer au Viêt Nam, dans la ville de Hội An, classée au Patrimoine Mondial de l'UNESCO. Il y croque Hidden Smile, le cliché de Madame Xong, capitaine d'un petit bateau touristique, qui a depuis été publié dans plus de 100 articles de presse à travers le monde. En 2014, il choisit cette photographie pour en faire la couverture de son premier livre, Vietnam, Mosaic of Contrasts, vendu dans 29 pays, et qui rassemble 150 photographies illustrant la diversité du pays.
Le 15 juin 2016, Réhahn participe au programme télévisé Échappées belles sur France 5, sur le thème du Viêt Nam.
Il publie des suites à son premier ouvrage : Vietnam, Mosaic of Contrasts, Volume II, en 2015, et Vietnam, Mosaic of Contrasts, Volume III, en 2020. Il publie également deux autres livres : The Collection, 10 Years of Photography (2018) et 100 Iconic Portraits (2019) afin de présenter son travail photographique de Cuba, de la Malaisie, d'Amérique du Sud et centrale, et du subcontinent indien, en plus du Viêt Nam.

### Photographies notables
- Best Friends[6] : Réalisée en 2014, cette photographie représente Kim Luan, une petite fille Mnong de six ans, faisant face à un éléphant. L'agence de presse Caters à New-York publie le cliché dans plus de 25 pays. La photographie fait la couverture de plusieurs magazines, tels que Conde Nast Traveler, The Times et National Geographic.
- Hidden Smile[7] : Le portrait de Madame Xong est choisi afin d'entrer dans la collection permanente du Musée des Femmes Vietnamiennes, à Hanoi[8]. En 2015, les photographies Best Friends et Hidden Smile intègrent la collection du musée Maison de l'Asie à La Havane à Cuba, à la suite de l'exposition Valiosa Herencia (Precious Heritage)[9].
- An Phuoc[10] : Cette photographie est parue dans de nombreuses publications au Viêt Nam, ainsi que dans des médias internationaux tels que National Geographic, BBC, Business Insider, Independent UK et en couverture des magazines Globe-Trotters et Geo en France.

### Distinctions
En décembre 2014, Réhahn est classé quatrième du Top 10 des photographes de voyage les plus connus dans le monde par le site internet boredpanda.com.
En janvier 2016, il est nommé second photographe français le plus populaire sur Internet par le site français lense.fr.
En mars 2018, au cours d'une cérémonie officielle dans le but de célébrer 45 ans de relation diplomatique entre la France et le Viêt Nam, le Secrétaire du Parti vietnamien, Nguyen Phu Trong, devenu depuis le Président du Viêt Nam, offre au Président français Emmanuel Macron une copie en édition limitée du portrait Hidden Smile. Ce geste symbolique s'inscrit dans un contexte diplomatique fort, comme en témoigne la déclaration officielle du Président Macron prononcée à cette occasion.
Au cours de ce même mois, Réhahn se voit décerner le Trophée des Français de l'Étranger 2018 par le site d'information français lepetitjournal.com.

## Le projetPrecious Heritage
En 2010, lors d’un périple à la rencontre des groupes ethniques du nord du Viêt Nam, Réhahn découvre la diversité et la richesse culturelle de ces groupes, mais aussi la fragilité de leur patrimoine. Les costumes traditionnels, les dialectes, les rites et les savoir-faire ancestraux disparaissent ou sont remplacés, alors que le pays continue de se développer. Réhahn collige alors les costumes traditionnels offerts par les chefs de village afin de présenter et de préserver leur culture.
Le 1er janvier 2017, il ouvre le Precious Heritage Art Gallery Museum dans le but de rendre accessible la compréhension et la promotion des diverses ethnies présentes au Viêt Nam. Étendu sur 500 m2, cet espace artistique culturel présente plus de 200 photographies de membres de chaque groupe ethnique dans leur tenue traditionnelle. En plus des photographies, sont exposés plus de 65 costumes traditionnels authentiques. Chaque groupe ethnique est présenté, et l'histoire de leur rencontre avec Réhahn est racontée (en anglais, français et vietnamien).
En 2020, Réhahn termine sa mission principale : celle de rechercher, rencontrer et documenter chacun des 54 groupes ethniques du Vietnam.

## Photographie impressionniste
Réhahn a développé en 2022 un nouveau style : la photographie impressionniste, brouillant les frontières entre la photographie et la peinture. Inspiré par l’impressionnisme et le post-impressionnisme, qui mettent l’accent sur la lumière, les moments fugaces et l’essence émotionnelle d’une scène, l’artiste a initié cette technique.
Le travail photographique de Réhahn s'inspire de l’esthétique impressionniste, en explorant les effets de lumière, de mouvement et de composition. Dans un article publié sur Lenscratch, l’artiste évoque son intérêt pour la peinture, en particulier les œuvres de Monet, Degas, Cézanne ou Van Gogh, et exprime sa volonté de produire des photographies qui « ressemblent à des peintures ». Cette approche, selon lui, puise également dans certaines techniques compositionnelles du japonisme.
En 2023, une exposition en plein air a été organisée par la Ville de Honfleur à l’occasion du 50e anniversaire des relations diplomatiques entre la France et le Vietnam. Elle présentait une quarantaine de photographies de Réhahn le long du Jardin des Personnalités, un lieu symbolique de l'impressionnisme. Inaugurée en présence de l’ambassadeur du Vietnam en France, S.E.M. Dinh Toan Thang, et du maire Michel Lamarre, l’exposition est restée visible jusqu’au 31 décembre 2023,.
En 2024, Réhahn publie L’Impressionnisme, de la photographie à la peinture, un ouvrage qui explore les fondements de l'impressionnisme tout en liant ses origines picturales à sa propre démarche photographique. Après un prologue poétique, le livre aborde les grandes questions du mouvement impressionniste, des débats sur la peinture en plein air aux réflexions sur l'art du portrait. En s'appuyant sur des tableaux d'époque et des photographies impressionnistes, l'ouvrage propose un dialogue entre passé et présent, montrant comment Réhahn s’inspire des maîtres impressionnistes tout en réinventant la texture et la lumière à travers la photographie contemporaine.
En mai 2025, la Royal Photographic Society consacre un article à cette approche dans le RPS Journal, sous le titre What would Van Gogh have made of Vietnam?. L’article explore la manière dont Réhahn, influencé par la lecture des lettres de Van Gogh durant la pandémie, a expérimenté des techniques photographiques visant à évoquer la peinture impressionniste sans retouche numérique. Il évoque notamment l’usage de reflets dans l’eau et de scènes à travers la fumée des brûlis agricoles, produisant un effet visuel proche des coups de pinceau impressionnistes.

## Publications
Réhahn a publié plusieurs ouvrages photographiques bilingues, souvent centrés sur le Vietnam et sur la notion d’impermanence.
- Réhahn (janvier 2014). Vietnam, Mosaic of Contrasts Volume I (en français et en anglais).  (ISBN 978-604-936-436-5).
- Réhahn (novembre 2015). Vietnam, Mosaic of Contrasts Volume II (en français et en anglais).  (ISBN 978-604-86-9307-7).
- Réhahn (décembre 2018). The Collection, 10 Years of Photography (en français et en anglais).
- Réhahn (novembre 2019). 100 Iconic Portraits (en français et en anglais).  (ISBN 978-604-951-621-4).
- Réhahn (février 2020). Vietnam, Mosaic of Contrasts Volume III (en français et en anglais).  (ISBN 978-604-86-4292-1).
- Réhahn (octobre 2024). L'impressionnisme, de la photographie à la peinture (en français).

## Collection de manuscrits

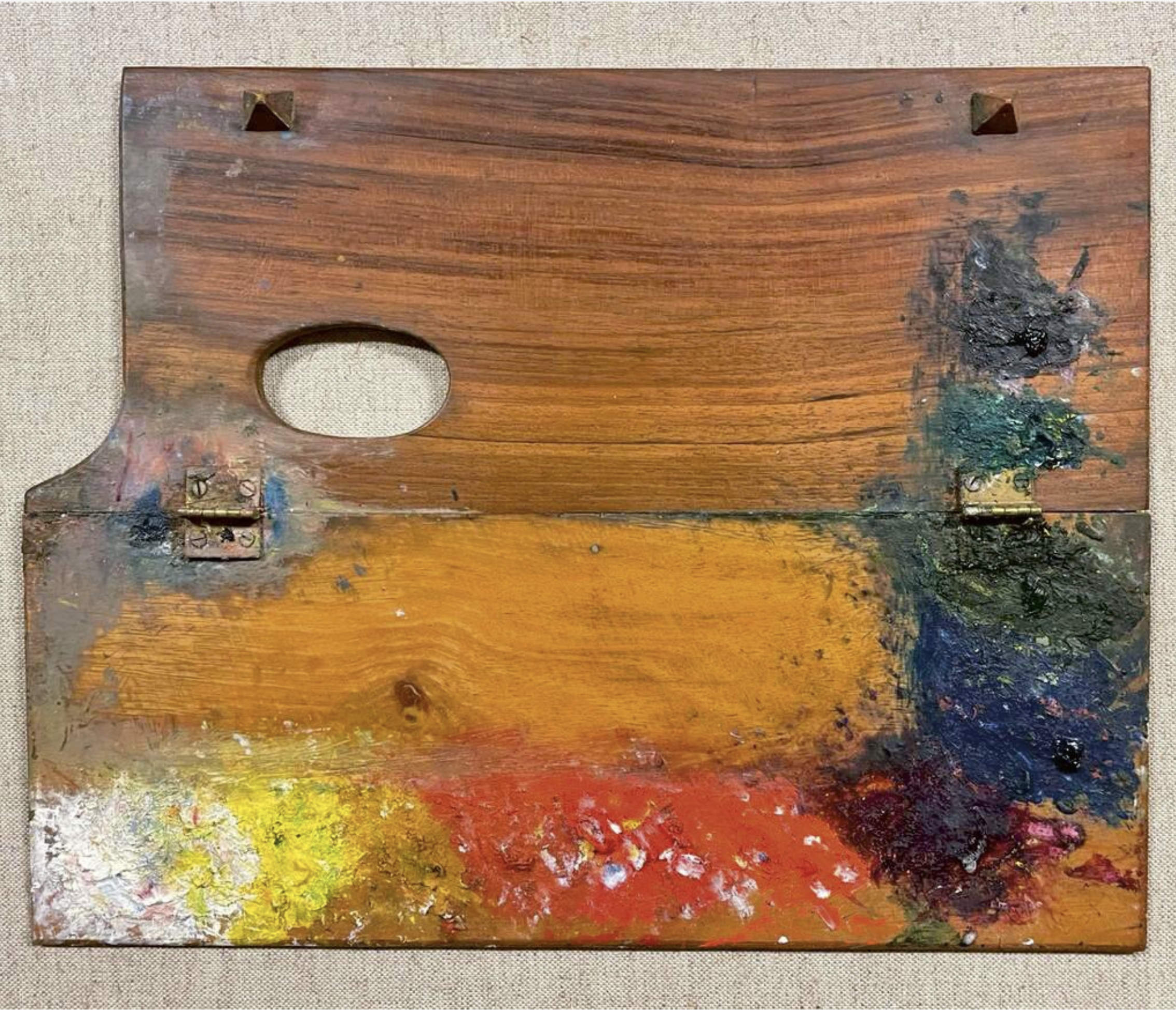
Palette pliante de Caillebotte – Collection privée de Réhahn

Réhahn est également collectionneur de manuscrits et d’éditions anciennes consacrés à Alfred de Musset. Il commence cette collection dès l’âge de 17 ans, avec l’acquisition d’une première édition du poète romantique. Selon le Centre d’Études et de Recherche Éditer/Interpréter (CÉRÉdI) de l’Université de Rouen, sa collection réunit aujourd’hui plus d’une centaine de manuscrits autographes, autant d’éditions rares, ainsi que des lettres inédites et documents liés à la vie et à l’œuvre de Musset, faisant d’elle la plus grande collection privée consacrée à cet auteur.
Il collabore avec le professeur Sylvain Ledda, spécialiste de Musset, à la publication de l’ouvrage Musset, la collection Réhahn, à paraître aux éditions Hermann. Il participe également aux activités scientifiques du CÉRÉdI, notamment dans le cadre du projet « Site Musset » et des actions de valorisation du patrimoine littéraire normand.
Selon Beaux Arts Magazine, sa collection inclut également des pièces remarquables comme la palette de peinture de Gustave Caillebotte, exposée à New York dans les années 1980, et le procès-verbal manuscrit du duel ayant opposé Édouard Manet au critique Edmond Duranty, rédigé par Émile Zola en tant que témoin.

## Le projetGiving Backet l'engagement humanitaire
Le projet Giving Back est un moyen pour « l'artiste d'avoir une responsabilité sociale en redonnant à ceux qui ont inspiré la photo. Avec cette philosophie de photographie responsable, le sujet et l'artiste en tirent tous les deux quelque chose ». L’initiative vise à redistribuer une partie des revenus générés par la vente de ses œuvres pour financer des actions sociales et éducatives, notamment auprès des minorités ethniques photographiées dans le cadre de son travail. Le projet permet aussi de soutenir des besoins individuels (médicaux, éducatifs ou alimentaires) et d'améliorer les conditions de vie à long terme dans plusieurs communautés au Vietnam.
Il commence avec Madame Xong. Après avoir fait figurer son portrait en couverture de son premier livre Vietnam, Mosaic of Contrasts, Volume I, Réhahn lui offre une nouvelle barque afin de continuer à embarquer des touristes à travers la ville.
En septembre 2018, la BBC publie un article accompagné du portrait d’An Phuoc intitulé The Photos that Change Lives. L'article donne des détails sur le projet Giving Back, aux côtés des initiatives d'autres photographes tels qu'Ami Vitale ou Kenro Izu.
Le projet Giving Back a également été mentionné par Christina Noble, fondatrice de la Christina Noble Children's Foundation, dans une lettre publiée sur le site de l’artiste. Elle y exprime son soutien à l’engagement de Réhahn, soulignant en particulier son choix de retourner dans les villages et communautés photographiés pour y apporter un appui concret. Elle évoque également la contribution de l’artiste à sa fondation au Vietnam, notamment en faveur d’enfants défavorisés.
En 2007, Réhahn découvre le Viêt Nam lors d'une mission humanitaire avec l'association française Les Enfants du Vietnam. Il y rencontre Ti, une jeune fille de Hoi An, qu'il décide de parrainer, suivi de sa sœur Ni. Ces rencontres marquent le début d’un engagement durable envers les communautés locales.
Ses réalisations concrètes incluent la création d’infrastructures éducatives dans plusieurs provinces du pays :

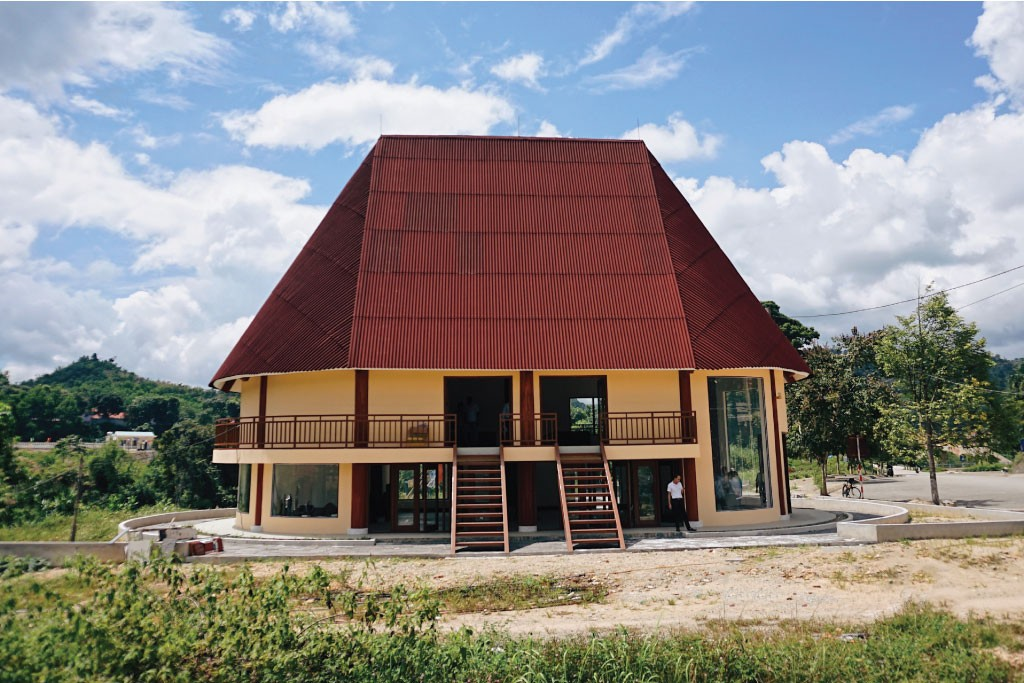
Le musée Co Tu

- Nghĩa Lộ (Yên Bái) : logement pour 24 lycéens Hmong.
- Sa Loong (Kon Tum) : centre d’accueil pour 20 collégiens Sédang, Muong et Dê Trieng.
- K'Nai (Lâm Đồng) : école maternelle et réfectoire pour 150 enfants Chu Ru et K’Ho.
- Đắk Tô (Kon Tum) : foyer pour 40 jeunes filles Sédang et Rơ Măm.
- Thanh An (Gia Lai) : futur centre pour 70 enfants Jarai et Bahnar.

En 2017, Réhahn inaugure le musée Precious Heritage à Hoi An. Gratuit et financé sur fonds propres, il est destiné à la préservation de la culture des 54 ethnies vietnamiennes à travers des portraits, des costumes traditionnels et des témoignages collectés sur le terrain.
En 2019, il inaugure également le musée Co Tu, dans le district reculé de Tây Giang. 
Il s'agit du premier musée au Vietnam entièrement consacré à une seule ethnie. Construit selon l’architecture traditionnelle d’un guol (maison communautaire Co Tu), ce musée agit à la fois comme centre culturel et comme lieu de transmission du patrimoine matériel et immatériel. Ouvert à tous, il est avant tout conçu pour et avec la communauté Co Tu.